# Scaphioides reductoides
Espèce
Scaphioides reductoides est une espèce d'araignées aranéomorphes de la famille des Oonopidae.

## Distribution
Cette espèce est endémique des îles Vierges. Elle se rencontre à Saint-John, à Tortola et à Virgin Gorda.

## Description
Le mâle mesure 1,47 mm et la femelle 1,61 mm.

## Publication originale
- Platnick & Dupérré, 2012 : The Caribbean goblin spider genera Scaphioides and Hortoonops (Araneae, Oonopidae), Part 1. American Museum Novitates, no 3751, p. 1-62 (texte intégral).